# Sörbytjärnen, Jämtland
Sörbytjärnen är en sjö i Åre kommun i Jämtland och ingår i Indalsälvens huvudavrinningsområde. Sjön har en area på 0,21 kvadratkilometer och ligger 692,5 meter över havet.

## Delavrinningsområde
Sörbytjärnen ingår i det delavrinningsområde (700082-139212) som SMHI kallar för Utloppet av Sörbytjärnen. Medelhöjden är 701 meter över havet och ytan är 0,89 kvadratkilometer. Räknas de 10 avrinningsområdena uppströms in blir den ackumulerade arean 11,48 kvadratkilometer. Vattendraget som avvattnar avrinningsområdet har biflödesordning 3, vilket innebär att vattnet flödar genom totalt 3 vattendrag innan det når havet efter 322 kilometer. Avrinningsområdet består mestadels av skog (77 procent). Avrinningsområdet har 0,21 kvadratkilometer vattenytor vilket ger det en sjöprocent på 23,3 procent.